# Gravellona Lomellina
Gravellona Lomellina – miejscowość i gmina we Włoszech, w regionie Lombardia, w prowincji Pawia.
Według danych na rok 2004 gminę zamieszkiwały 2164 osoby, 108,2 os./km².